# Джамтара
Джамтара (англ. Jamtara, хинди जामताड़ा) — город и муниципалитет на востоке индийского штата Джаркханд. Административный центр округа Джамтара.

## География
Расположен примерно в 250 км к северо-востоку от столицы штата, города Ранчи, на высоте 154 м над уровнем моря.

## Население
Население города по данным переписи 2011 года составляет 90 426 человек. Доля мужчин — 52 %, доля женщин — 48 %. Уровень грамотности населения составляет 63,73 %, что ниже, чем средний по стране показатель 74,4 %. Уровень грамотности для мужчин — 76,85 %, а для женщин — 50,08 %. 13 % населения составляют дети младше 6 лет.
По данным прошлой переписи 2001 года население города насчитывало 22 426 человек.

## Транспорт
Имеется железнодорожное сообщение.